# Dzmitry Marshyn
Dzmitry Marshyn, né le 15 septembre 1972 à Moguilev, est un athlète azéri d'origine biélorusse, spécialiste du lancer de marteau.
Son record est de 79,56 m, obtenu à Minsk le 12 juin 2012.
Il lance le marteau à 78,52 m à Brest (Biélorussie) le 15 mai 2015.